# Aleksandra Adamska

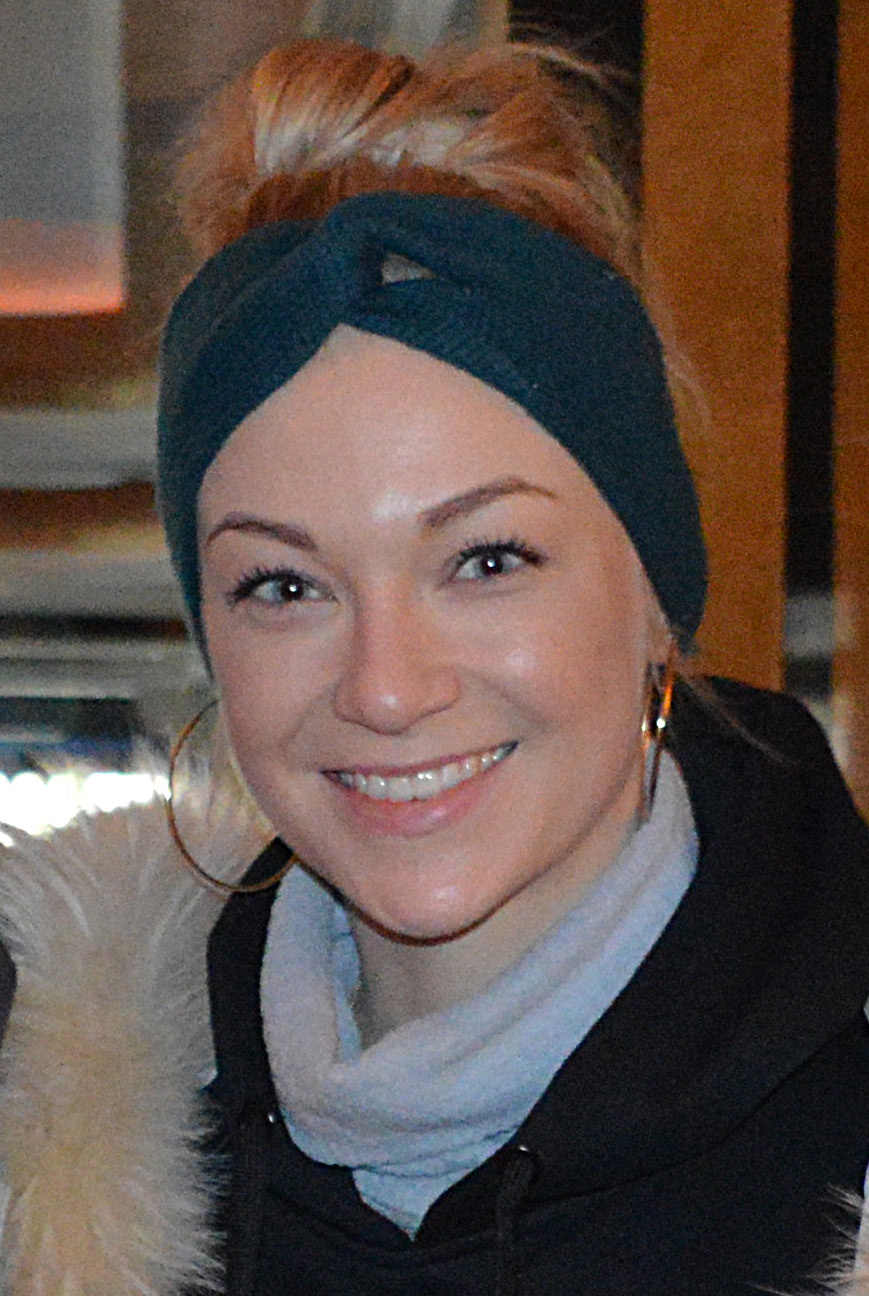
Aleksandra Adamska, 2019

Aleksandra Adamska (* 15. Juni 1990 in Katowice) ist eine polnische Schauspielerin.

## Leben und Karriere
Adamska wurde in Katowice geboren. Sie absolvierte die Nationale Akademie der Theaterkünste AST in Krakau und trat später im Teatr Muzyczny Capitol in Breslau auf. Ihr Debüt gab sue jeweils in einer Folge in Pierwsza miłość und in Julia. Anschließend war sie 2014 in dem Film Warschau ’44 zu sehen. Von 2017 bis 2019 trat sie in der Serie Diagnoza auf. 2020 spielte Adamska in Królestwo kobiet mit.
Unter anderem wurde sie 2021 für die Serie Skazana gecastet. Unter anderem belegte sie in der Serie Familiengeheimnisse eine der Hauptrollen. 2023 erhielt sie eine Nominierung für den Telekamera-Preis in der Kategorie Beste Schauspielerin.

## Filmografie (Auswahl)
Filme
- 2014: Warschau ’44
- 2016: #WszystkoGra
- 2017: Panic Attack
- 2023: Slub doskonaly

Serien
- 2011: Pierwsza miłość
- 2012: Julia
- 2016: Druga szansa
- 2017–2019: Diagnoza
- 2017–2021: O mnie sie nie martw
- 2020: Królestwo kobiet
- 2021–2024: Skazana
- 2022: Familiengeheimnisse (Gry rodzinne)
- 2022–2023: Krucjata
- 2024: Augen zu und durch, Bruder (Idź przodem, bracie)